# Aréna McConnell
L'Aréna McConnell  est une patinoire de hockey sur glace située au bout de la rue University, au nord de l'avenue des Pins, à l’arrière du Stade Percival-Molson sur le versant du mont Royal dans l'arrondissement Ville-Marie à Montréal, au Québec. L'aréna est détenu et exploité par l'Université McGill. L'Aréna McConnell est le domicile des équipes de hockey des Redbirds de McGill et des Martlets de McGill . 

## Histoire
L'aréna est construit en 1956 grâce à une donation philanthropique de John Wilson McConnell, un homme d'affaires montréalais. Le bâtiment est rénové en 2000 pour un coût total de $ 4 millions. Les travaux de rénovation sont sous la direction de l'architecte montréalais Brian Burrows.

## Description
La surface de la glace respecte la norme nord-américaine: 61 mètres de long par 26 mètres de largeur. L’aréna contient 7 vestiaires pour les joueurs, une salle de musculation, des bureaux et une clinique de thérapie physique et de physiothérapie.. Un service de cantine est offert dans le hall d'entrée.
|  |

À l'origine près de 1 000 supporteurs pouvaient avoir accès à l’aréna. Des loges ont été ajoutées en 2004, haussant la capacité à 1 600 supporteurs